# Цоссен
Цоссен (нім. Zossen нім. вимова: [ˈt͡sɔsn̩] ( прослухати); в.-луж. Sosny, вимовляється [ˈsɔsnɨ]) — місто в Німеччині, розташоване в землі Бранденбург. Входить до складу району Тельтов-Флемінг.
Площа — 179,57 км2. Населення становить 20 182 ос. (станом на 31 грудня 2020).

## Географія
Після муніципальної реформи 2003 Цоссен складається з таких районів та муніципалітетів:
| - Глінік (Glienick) - Горстфельде (Horstfelde) - Шюнов (Schünow) - Вербен (Werben) - Каллінхен (Kallinchen) - Нехст-Нойєндорф (Nächst Neuendorf) - Нунсдорф (Nunsdorf) - Шьонайхе (Schöneiche) | - Вюнсдорф (Wünsdorf) - Функенмюле (Funkenmühle) - Лінденбрюк (Lindenbrück) - Нойгоф (Neuhof) - Вальдштадт (Waldstadt) - Цеш-ам-Зе (Zesch am See) - Цоссен (Zossen) - Дабендорф (Dabendorf) |

## Демографія
- Динаміка населення з 1875 року в сучасних кордонах (Синя лінія: населення; Пунктир: відносна порівняльна динаміка населення землі Бранденбург; Сірий фон: період Третього рейху; Помаранчевий фон: період НДР)
- Динаміка населення (синя лінія) і прогнози

| Рік  | Населення |
| ---- | --------- |
| 1875 | 7 335     |
| 1890 | 8 549     |
| 1910 | 10 611    |
| 1925 | 13 012    |
| 1933 | 14 231    |
| 1939 | 18 173    |
| 1946 | 17 000    |
| 1950 | 16 507    |
| 1964 | 13 834    |
| 1971 | 13 368    |

| Рік  | Населення |
| ---- | --------- |
| 1981 | 12 879    |
| 1985 | 12 795    |
| 1989 | 12 502    |
| 1990 | 12 282    |
| 1991 | 12 241    |
| 1992 | 12 193    |
| 1993 | 12 108    |
| 1994 | 12 441    |
| 1995 | 13 087    |
| 1996 | 13 612    |

| Рік  | Населення |
| ---- | --------- |
| 1997 | 14 289    |
| 1998 | 15 108    |
| 1999 | 15 750    |
| 2000 | 16 310    |
| 2001 | 16 414    |
| 2002 | 16 772    |
| 2003 | 16 958    |
| 2004 | 17 063    |
| 2005 | 17 183    |
| 2006 | 17 321    |

| Рік  | Населення |
| ---- | --------- |
| 2007 | 17 441    |
| 2008 | 17 477    |
| 2009 | 17 590    |
| 2010 | 17 606    |
| 2011 | 17 392    |
| 2012 | 17 465    |
| 2013 | 17 600    |
| 2014 | 17 657    |
| 2015 | 17 905    |
| 2016 | 18 115    |

| Рік  | Населення |
| ---- | --------- |
| 2017 | 18 915    |
| 2018 | 19 403    |
| 2019 | 19 912    |
| 2020 | 20 182    |

## Історія
Цоссен, як і багато інших місць у Бранденбурзі, спочатку був слов'янським поселенням. Його назва (верхньолуж.: Sosny) може походити від «Sosna», що означає сосна, дерево, досить поширене в регіоні.
У 1875 відкрилася залізнична станція Цоссен на залізничній лінії Берлін-Дрезден та Прусська військова залізниця до артилерійського полігону в Куммерсдорф-Гут, що знаходиться на території сучасного Ам-Меллензее. Між 1901 і 1904 Цоссен почав використовувати різні високошвидкісні транспортні засоби, такі як електровози та трамваї, для перевезень до Берлін-Марієнфельде та назад. Ці транспортні засоби працювали на змінному струмі напругою 15 кВ та використовували змінну частоту. Енергія передавалася трьома повітряними лініями, розташованими одна над одною.

### Гарнізон Імперської німецької армії

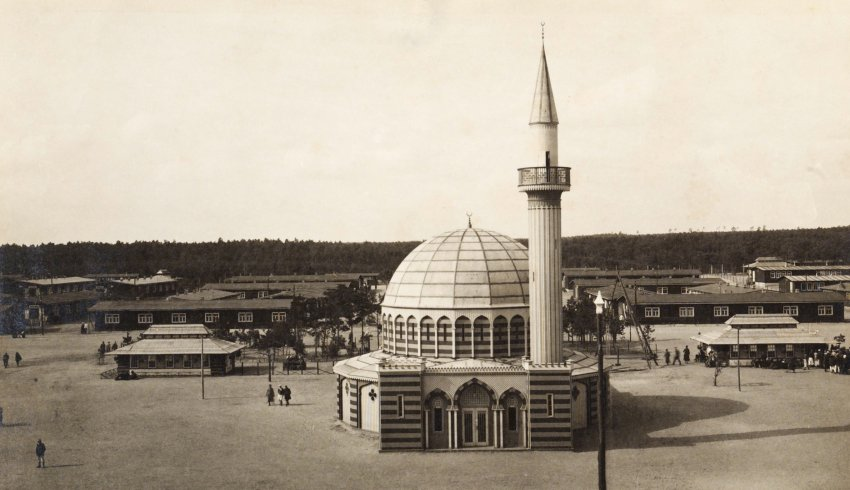
Вид на мечеть у таборі для військовополонених: У липні 1915 в так званому таборі Півмісяця Вюнсдорф (Halbmondlager Wünsdorf) було зведено першу мечеть на німецькій землі. У таборі для військовополонених утримували ворожих солдатів ісламського віросповідання, дозволяючи їм сповідувати свою релігію в мечеті. Будівництво фінансувалося прусською армією. (Фото приблизно 1915)

У 1910 в районі Вальдштадт громади Вюнсдорф було створено артилерійський полігон і гарнізон Імперської німецької армії, місце, яке використовується й донині. Під час Першої світової війни тут розміщувалося кілька таборів для військовополонених, зокрема «Табір Півмісяця» (Halbmondlager), призначений для мусульманських солдатів, які воювали за Потрійну Антанту. Примітно, що тут було зведено першу мечеть у Німеччині. Дерев’яна конструкція мечеті, фінансована прусською армією, мала 25-метровий мінарет, який був побудований лише за п’ять тижнів у липні 1915. Табір діяв з 1915 по 1917, слугуючи вітриною німецької воєнної пропаганди. Він був створений не лише для демонстрації нібито гуманного ставлення до в'язнів, а й для того, щоб переконати їх приєднатися до справи Центральних держав. Названа на честь споруди сусідня вулиця Мечеті (Moscheestraße) зберегла свою назву донині.

### Комплекс німецького Рейхсверу

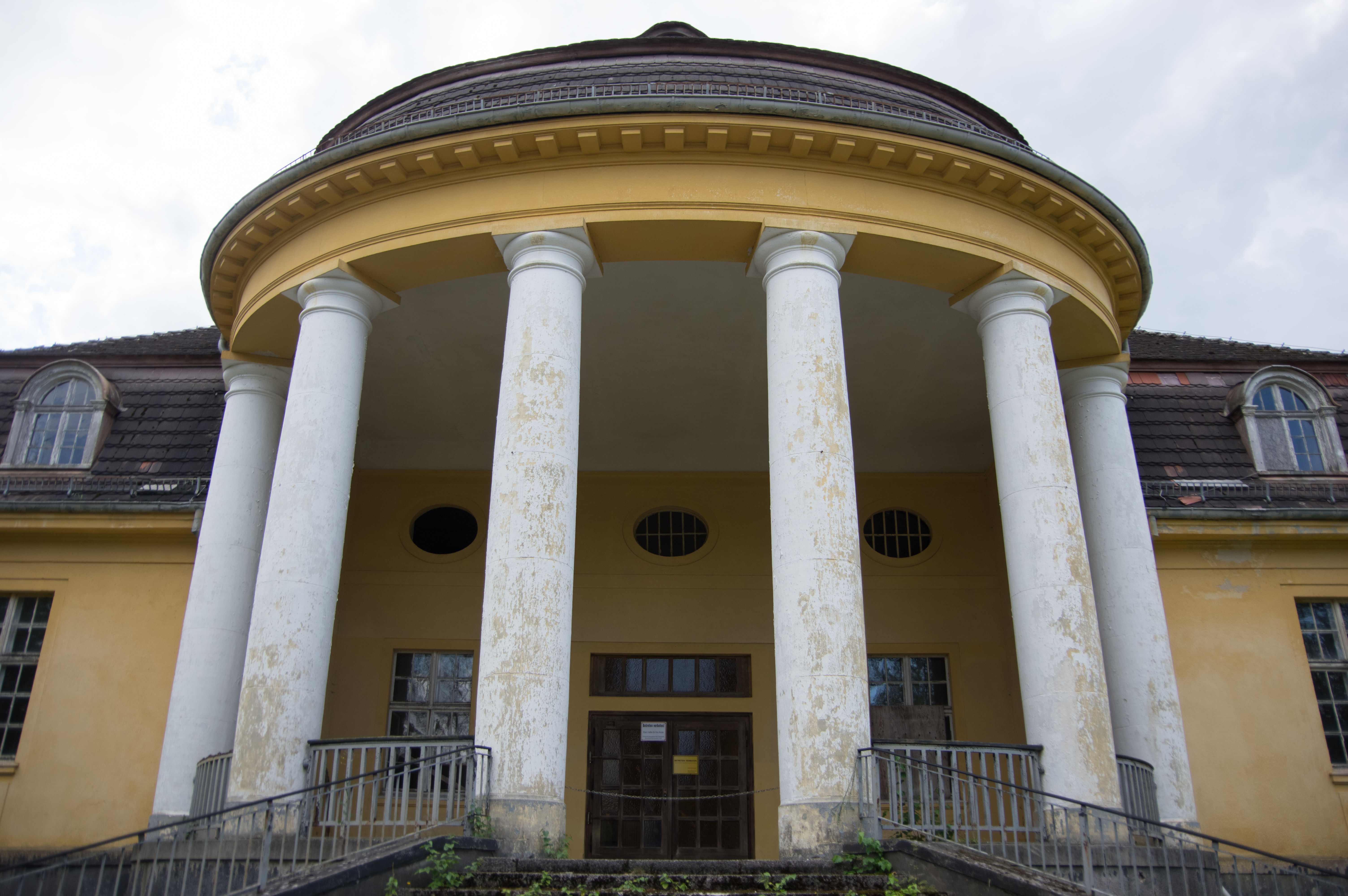
Вхід до колишньої Імперської гімназії гімнастики (Kaiserliche Turnanstalt), а пізніше до Німецької армійської спортивної школи Вюнсдорф, збудованої між 1914 та 1916. Сьогодні будівлі занепадають.

Військовий комплекс у Вюнсдорфі продовжував використовуватися після закінчення Першої світової війни у 1918. 1 жовтня 1924 в Імператорській гімназії гімнастики (Kaiserliche Turnanstalt) було започатковано перші військово-спортивні курси німецьких збройних сил (Reichswehr) у рамках новоствореного народного спортивного руху (Volkssportbewegung), який діяв по всій країні до 1933. У 1934 його було перетворено на Армійську спортивну школу Вюнсдорф, що сприяло розвитку змагальних видів спорту в німецькому Рейхсвері. До Літніх Олімпійських ігор 1936 в Берліні німецьких спортсменів готували тут, тоді як спортсмени з інших країн розміщувалися в Олімпійському селі. Першим директором спортивної школи Рейхсверу з 1919 по 1924 був Ганс Зурен, німецький армійський офіцер, інструктор, спортивний письменник та прихильник раннього руху Freikörperkultur (натуризму) в Німеччині. Пізніше були побудовані додаткові казарми, лікарня та кінні стайні.

### Підземні військові бункери
З 1939 по 1945, під час Другої світової війни, Вюнсдорф служив найбільшим і найсучаснішим штабом німецької армії, де розміщувався бункер радіоелектронної розвідки Zeppelin (SIGINT), а також підземні штаб-квартири Maybach I та II німецького Вермахту (OKW) та Верховного командування сухопутних військ (OKH).

### Радянська окупація та військова база
Після Другої світової війни на цьому місці розташовувалася радянська військова база у Східній Німеччині, відома як «Будинок офіцерів» або «Місто Леніна», найбільша за межами Росії, де могло перебувати до 75 000 радянських чоловіків, жінок та дітей, звідки щоденно курсували поїзди до Москви. Радянські війська залишалися там до їх виведення після возз'єднання Німеччини у серпні 1994. Відтоді ця територія знову стала використовуватися цивільними особами як книжкове та бункерне місто Вюнсдорф-Вальдштадт, засноване у 1998. Хоча значна його частина занедбана, сліди радянської окупації залишаються видимими. До кінця 2019 приблизно 1700 квартир було переобладнано зі старих бараків, і ще 700 планується на наступні роки.
У новинах 2017 зазначається, що на піку своєї діяльності на військовій базі проживало приблизно 75 000 радянських громадян, які мали доступ до магазинів, шкіл та центрів дозвілля. Після того, як базу було залишено, влада виявила «98 300 набоїв, 47 000 одиниць снарядів, 29,3 тонни боєприпасів та сміття, включаючи хімікати... будинки були повні побутової техніки».
Хоча нових застосувань для об'єктів та бункерів у незмінених зонах військової бази не знайдено, вони дещо збережені, і тут проводяться різноманітні екскурсії, виставки та заходи. Деякі частини залишаються недоступними.

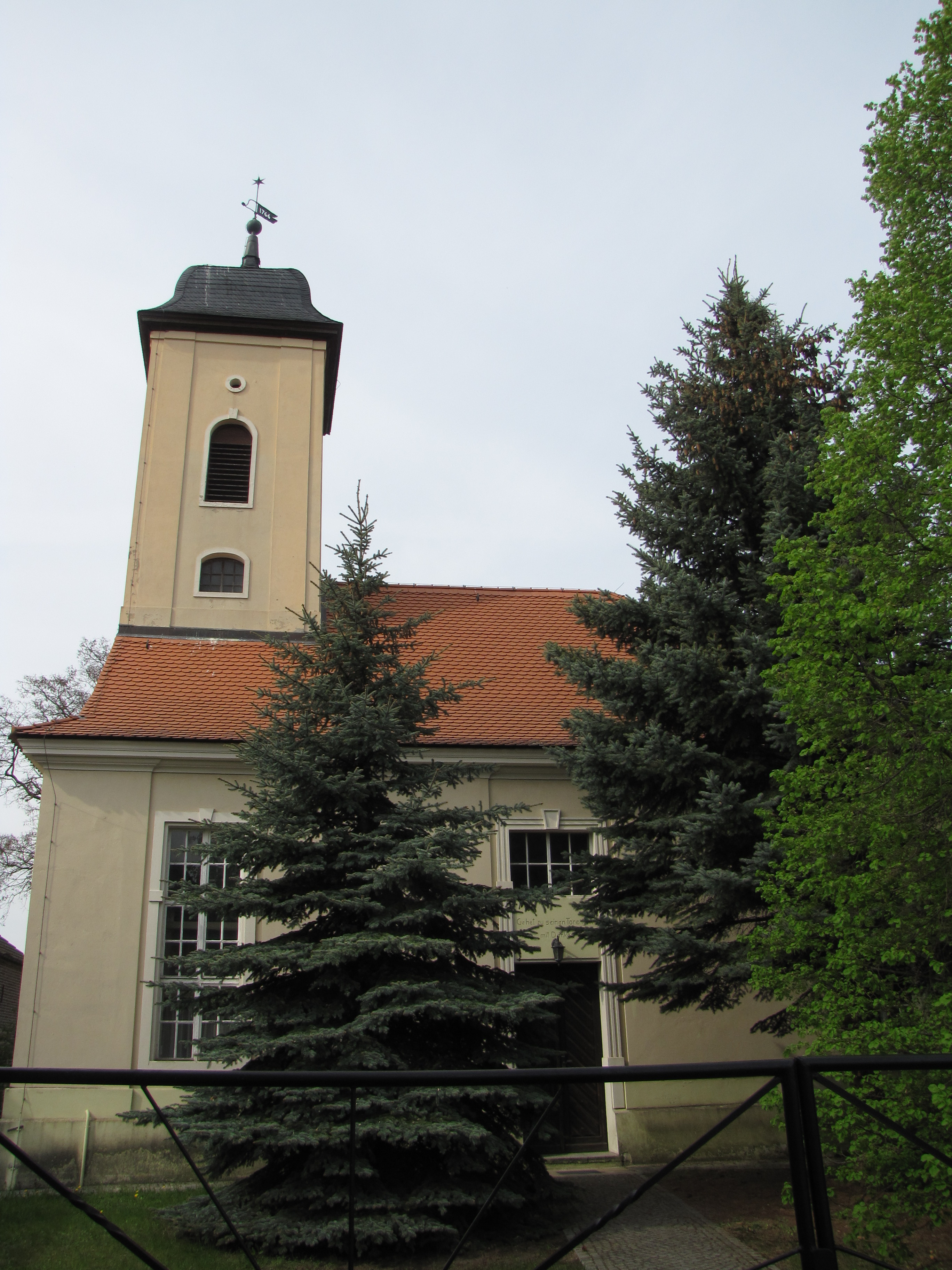
Церква в Шюнові

## Галерея

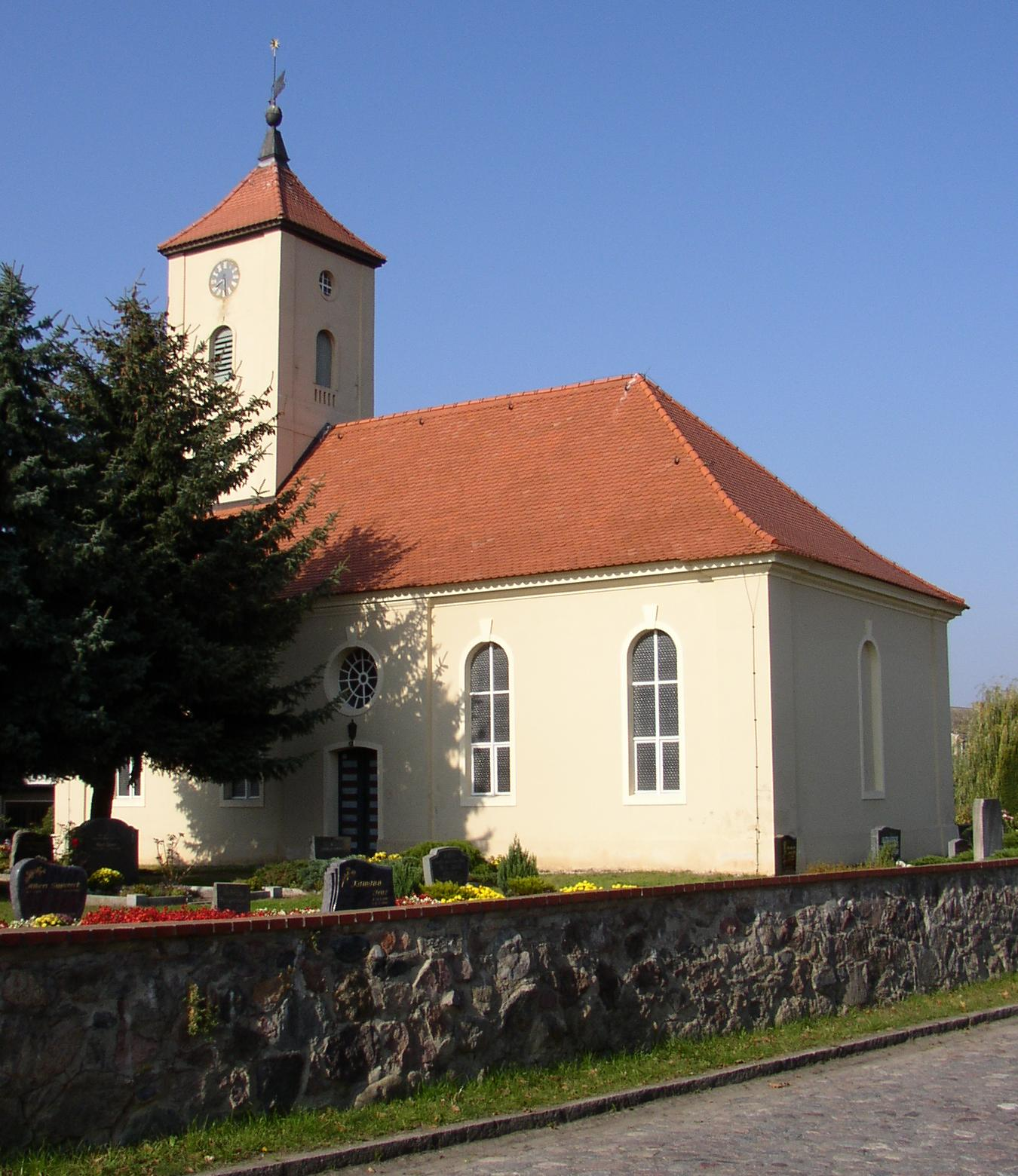
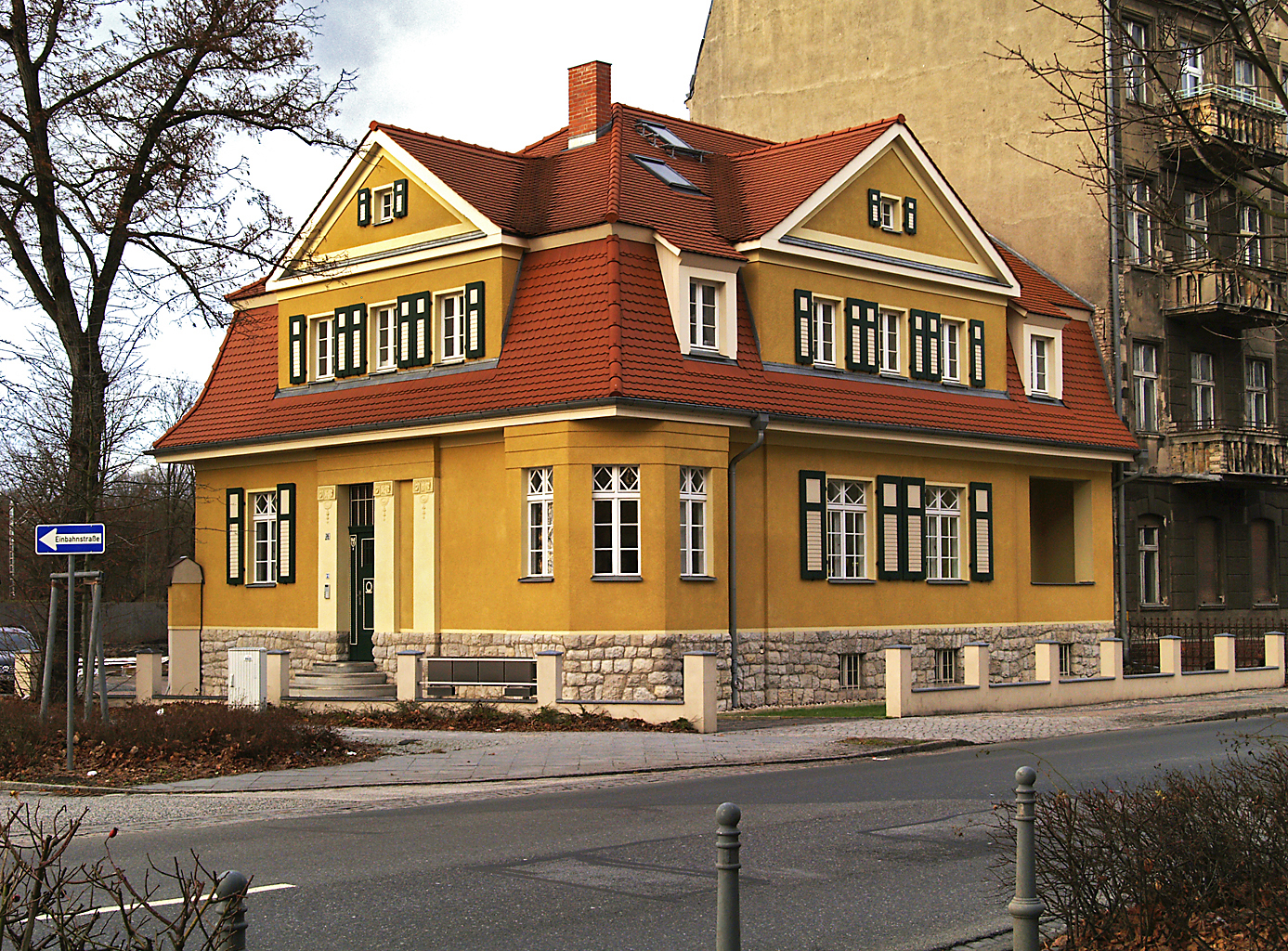
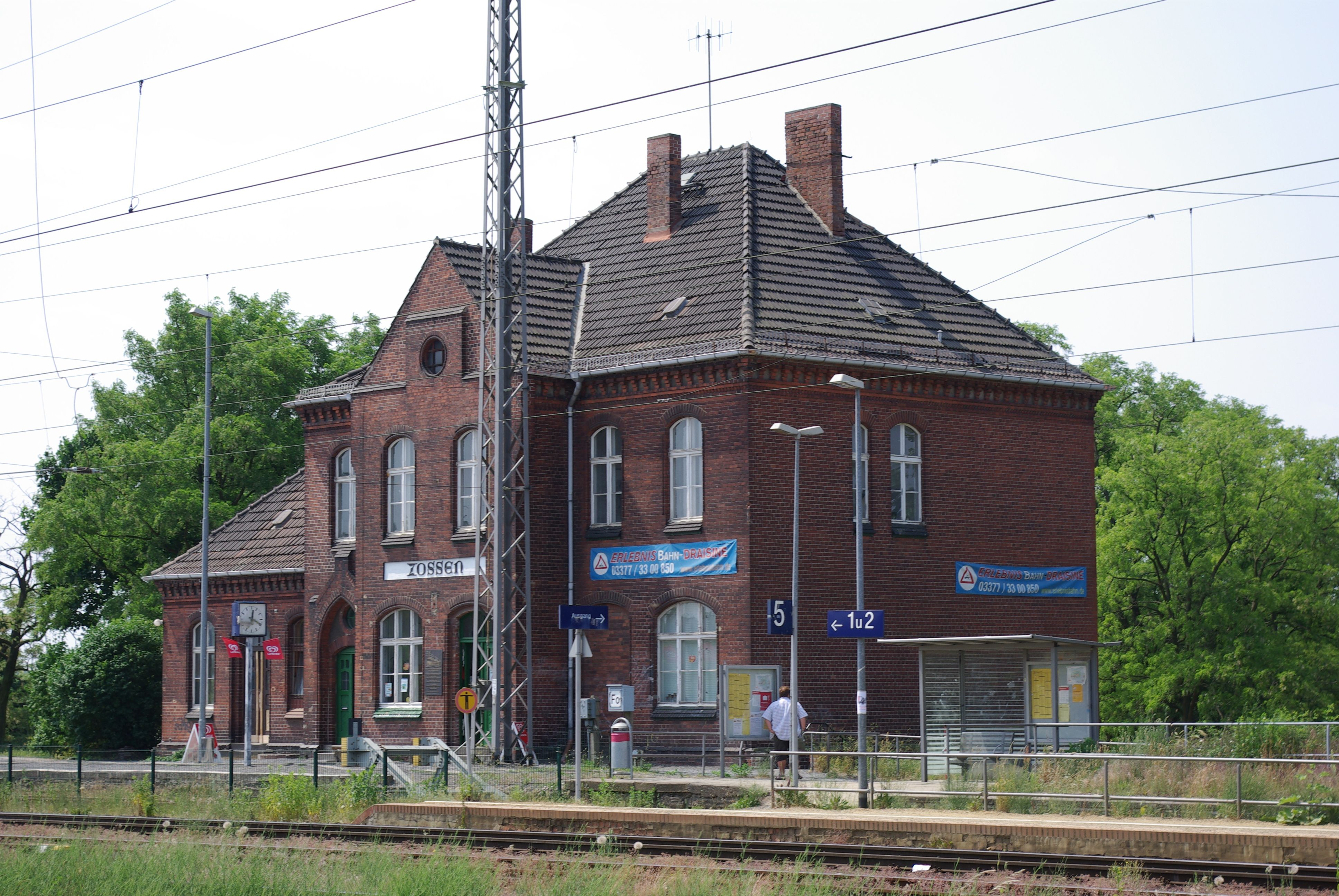
Станція Цоссен